# Fermentación alcohólica

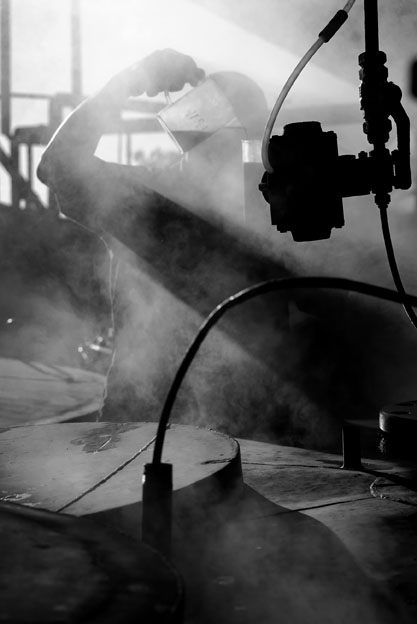
La fermentación alcohólica es un proceso anaeróbico que además de generar etanol desprende grandes cantidades de dióxido de carbono (CO_{2}) además de energía para el metabolismo de las bacterias anaeróbias y levaduras.

La fermentación alcohólica es un proceso biológico de fermentación en plena ausencia de oxígeno (- O2), originado por la actividad de algunos microorganismos que procesan los hidratos de carbono (por regla general, azúcares: por ejemplo, la glucosa, la fructosa, la sacarosa, es decir, cualquier sustancia que tenga la forma empírica de la glucosa, es decir, una hexosa) para obtener como productos finales: un alcohol en forma de etanol (cuya fórmula química es: CH3-CH2-OH), dióxido de carbono (CO2) en forma de gas y moléculas de adenosín trifosfato (ATP) que consumen los propios microorganismos en su metabolismo celular energético anaerobio. El etanol resultante se emplea en la elaboración de algunas bebidas alcohólicas, tales como el vino, la cerveza, la sidra, el cava, etc. En la actualidad ha empezado a sintetizarse también etanol mediante la fermentación a nivel industrial a gran escala para ser empleado como biocombustible.
La fermentación alcohólica tiene como finalidad biológica proporcionar energía anaeróbica a los microorganismos unicelulares (levaduras) en ausencia de oxígeno a partir de la glucosa. En el proceso, las levaduras obtienen energía disociando las moléculas de glucosa y generan como desechos alcohol y CO2. Las levaduras y bacterias causantes de este fenómeno son microorganismos muy habituales en las frutas y cereales y contribuyen en gran medida al sabor de los productos fermentados (véase evaluación sensorial). Una de las principales características de estos microorganismos es que viven en ambientes completamente carentes de oxígeno, máxime durante la reacción química, y es por ello que la fermentación alcohólica es un proceso anaerobio o anaeróbico.

## Historia

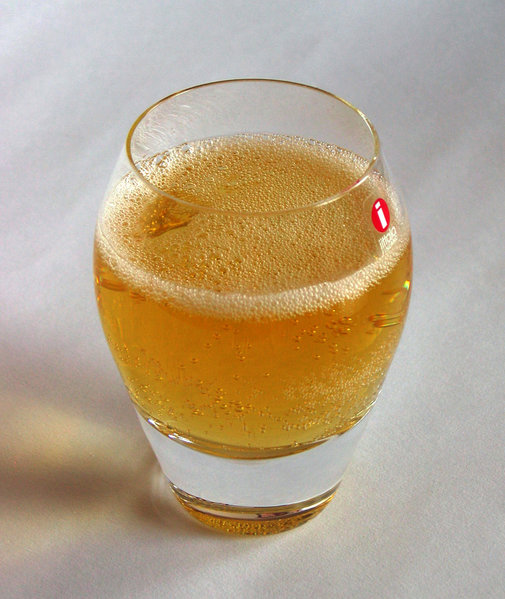
La hidromiel es una bebida fermentada a base de miel y agua, muy típica de los vikingos.

La humanidad emplea a la fermentación alcohólica desde tiempos inmemoriales para la elaboración de cerveza (empleando cereales) y del vino (empleando el fruto de la vid: la uva en forma de mosto) fundamentalmente. Los griegos atribuían el descubrimiento de la fermentación al dios Dionisio. Algunos procesos similares como el de la destilación alcohólica ya surgen en el año 1150 de la mano de Arnau de Vilanova. Fue un elemento más a considerar en el desarrollo histórico de la alquimia durante la Edad Media.
En el año 1764 se identificó el gas CO2 resultante de la fermentación por el químico MacBride y en 1766 Cavendish lo describió como: «el gas existente en la atmósfera» determinando además la proporción de dióxido de carbono con respecto al azúcar empleado en el proceso, que rondaba el 57%. En esta época se empezó a descubrir, gracias a observaciones científicas, que la fermentación alcohólica se producía también en substancias «no dulces». Antoine Lavoisier hizo experimentos en 1789 determinando las cantidades de los elementos intervinientes en la fermentación (carbono, oxígeno e hidrógeno). Con el advenimiento de los descubrimientos químicos en el año 1815 el investigador francés Joseph Louis Gay-Lussac fue el primero en determinar una reacción de fermentación obteniendo etanol a partir de glucosa, a pesar de este logro los fundamentos de la fermentación alcohólica eran un tema completamente desconocidos. Existe durante el siglo XIX un debate científico por establecer la «hipótesis de la fermentación». Durante los años 1830s los químicos Jöns Jakob Berzelius y Justus von Liebig desarrollaron una teoría mecanicista que explica la fermentación, teorías que estaban en contraposición con las creencias de Louis Pasteur en el año 1857 que se fundamentaba en la «teoría vitalista» como explicación de los mecanismos básicos de la fermentación, fue el mismo Pasteur que en el año 1875 demostró que la fermentación era un proceso anaeróbico (en ausencia de oxígeno).
En el año 1818 Erxleben, De La Tour en Francia, Schwann y Kützing en Alemania (1837) descubren que las levaduras (organismos microscópicos unicelulares) son la causa del proceso, pero no fue hasta que Eduard Buchner en el año 1897 descubre que la enzima zimasa es la responsable final de la fermentación alcohólica trabajo por el que recibe el premio Nobel de Química. Este descubrimiento atrajo el interés de otros científicos, entre ellos Harden y Young quienes en el año 1904 mostraron que la zimasa perdía sus propiedades fermentativas bajo condiciones de diálisis, demostrando que la fermentación dependía de una sustancia de bajo peso molecular que se quedaba retenida en los finos poros de la membrana de la diálisis. La fermentación podía bajo estas circunstancias volver a ser restablecida añadiendo simplemente de nuevo las levaduras, esta substancia descubierta por Harden y Young se denominó cozimasa, y fue finalmente encontrada como una mezcla de iones fosfatados, difosfato de tiamida y NAD+. Sin embargo la caracterización de la cozimasa no fue completada hasta el año 1935. El bioquímico Otto Heinrich Warburg en conjunción con Hans von Euler-Chelpin descubren en el año 1929 que el cofactor nicotinamida adenina dinucleótido (NADH) juega un papel muy importante en el proceso interno de la fermentación. En 1937, los investigadores Erwin Negelein y Hans Joachim Wulff comprueban que mediante la cristalización de los subproductos de la fermentación la enzima alcohol deshidrogenasa es protagonista en algunos sub-procesos realizando un papel importante.
Los descubrimientos posteriores a partir del periodo que va desde mediados del siglo XX hasta comienzos del siglo XXI se centran exclusivamente en la mejora de los procesos de fermentación alcohólica y conciernen más a la optimización del rendimiento industrial bien sea mediante una buena selección de cepas de levaduras, de una temperatura de funcionamiento óptima, de como realizar fermentación en un proceso continuo: biorreactores.

## Consideraciones generales
La fermentación alcohólica se puede considerar (desde una perspectiva humana) como un proceso bioquímico para la obtención de etanol, que por otras vías se ha obtenido gracias a procedimientos químicos industriales, como por ejemplo mediante la reacción de oxidación de eteno. La finalidad de la fermentación etílica (desde una perspectiva microbiana) es la obtención de energía para la supervivencia de los organismos unicelulares anaeróbicos.
Las bebidas alcohólicas se producen a partir de diferentes sustratos, dependiendo de la región geográfica y sus riquezas. Las materias primas pueden ser azúcares simples como los presentes en el jugo de uva, o de alto peso molecular, como el almidón de los granos de cebada. Existen dos tipos de bebidas alcohólicas, las que se obtienen directamente por fermentación de los diferentes sustratos y las destiladas, producidas por destilación del producto de fermentación.
El proceso principal por el cual se transforma el mosto en vino es la fermentación alcohólica, la cual consiste en la transformación de azúcares en alcohol etílico y anhídrido carbónico. La fermentación alcohólica es la base de la vinificación, sin embargo, su importancia no radica únicamente en la obtención de etanol a partir de los azúcares, sino que además durante el proceso fermentativo se van a formar una gran cantidad de productos secundarios que influyen en la calidad y tipicidad del vino. Más adelante, se pueden apreciar algunos de los compuestos que influyen en la tipicidad del vino

### Levaduras

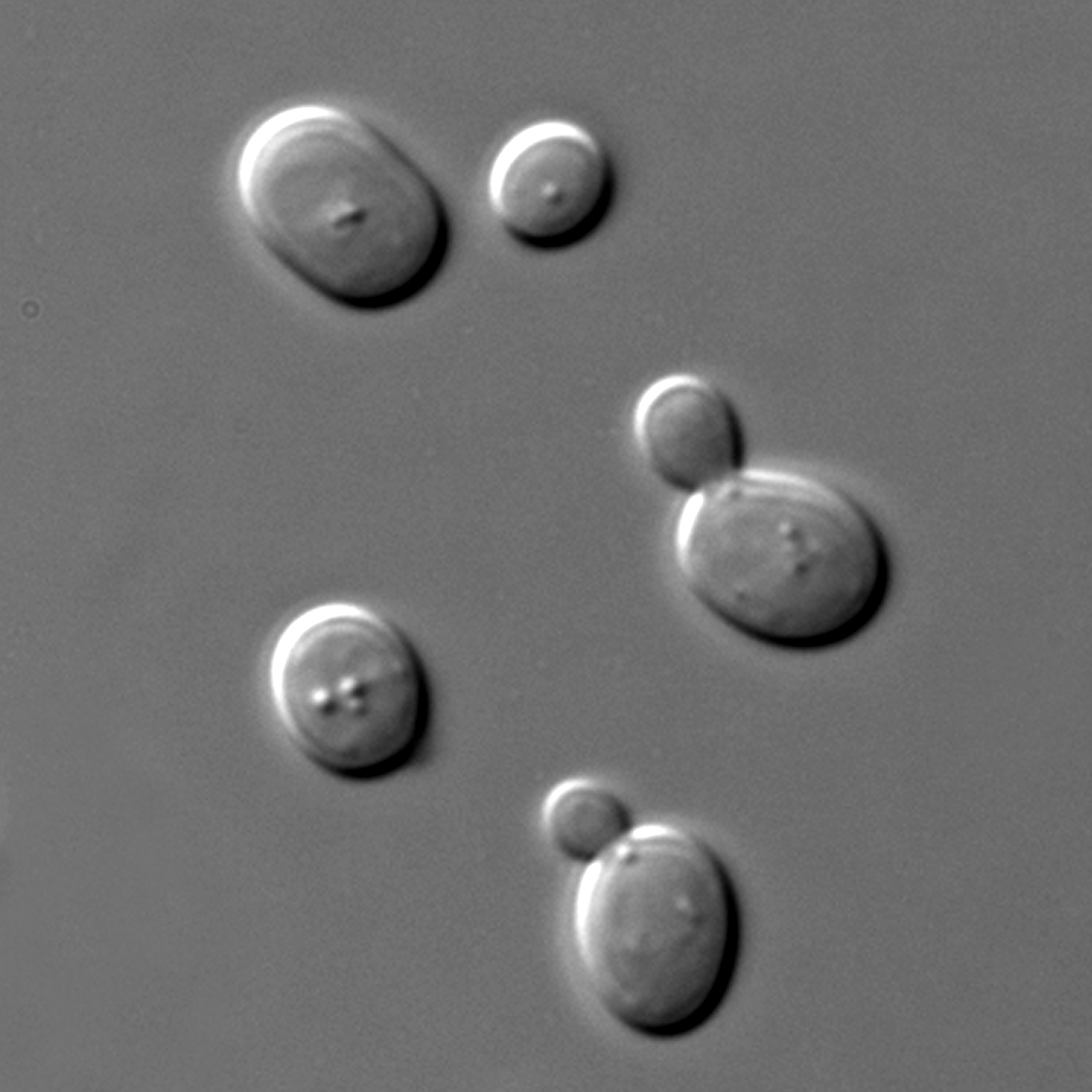
La levadura S. cerevisiae (en una imagen de microscopio) es un hongo unicelular responsable de gran parte de las fermentaciones alcohólicas.

Las levaduras son cuerpos unicelulares (generalmente de forma esférica) de un tamaño que ronda los 2 a 4 μm y que están presentes de forma natural en algunos productos como las frutas, cereales y verduras. Son lo que se denominan: organismos anaeróbicos facultativos, es decir que pueden desarrollar sus funciones biológicas sin oxígeno. Se puede decir que el 96% de la producción de etanol la llevan a cabo hongos microscópicos, diferentes especies de levaduras, entre las que se encuentran principalmente Saccharomyces cerevisiae, Kluyveromyces fragilis, Torulaspora y Zymomonas mobilis. Los microorganismos responsables de la fermentación son de tres tipos: bacterias, mohos y levaduras. Cada uno de estos microorganismos posee una característica propia sobre la fermentación que son capaces de provocar. En algunos casos son capaces de proporcionar un sabor característico al producto final (como en el caso de los vinos o cervezas). A veces estos microorganismos no actúan solos, sino que cooperan entre sí para la obtención del proceso global de fermentación. Las propias levaduras se han empleado a veces en la alimentación humana como un subproducto industrial. Se ha descubierto que en algunos casos es mejor inmovilizar (reducir el movimiento) de algunas levaduras para que pueda atacar enzimáticamente mejor y con mayor eficiencia sobre el substrato de hidratos de carbono evitando que los microorganismos se difundan facilitando su recuperación (los biocatalizadores suelen ser caros), para ello se emplean 'fijadores' como agar, alginato de calcio, astillas de madera de bálsamo, etcétera.
Algunas cepas de bacterias tienen eficiencias de fermentación altas sin necesidad de fijación, incluso a relativas velocidades de movilidad, tal y como puede ser el caso de Zymomonas mobilis (cuyo genoma completo se hizo público en el año 2005). Sin embargo, esta bacteria no se ha empleado industrialmente para la fermentación de la cerveza y de la sidra por proporcionar sabores y olores desagradables. No obstante posee una alta resistencia a sobrevivir a concentraciones elevadas de etanol, lo que la convierte en una bacteria ideal en la generación de etanol para usos no comestibles (como puede ser biocombustibles). El biólogo Lindner en el año 1928 fue el primero en describir la bacteria Zymomonas mobilis (conocida en honor de su descubridor como Z. lindneri, Thermobacterium mobile o Pseudomonas lindneri). Una de las características de esta bacteria es que emplea la vía Entner-Doudoroff para el metabolismo de la glucosa, en lugar de la más habitual vía de Embden-Meyerhoff-Parnas.
Cuando el medio es rico en azúcar (como puede ser el caso de las melazas o siropes), la transformación del mismo en alcohol hace que la presencia de una cierta concentración (generalmente expresada en grados brix) afecte a la supervivencia de levaduras no pudiendo realizar la fermentación en tal medio (las altas concentraciones de azúcar frenan los procesos osmóticos de las membranas de las células). Aunque hay distintos tipos de levaduras con diferentes tolerancias a las concentraciones de azúcares y de etanol, el límite suele estar en torno a los 14.o de alcohol para las levaduras del vino, por ejemplo. Los azúcares empleados en la fermentación suelen ser: dextrosa, maltosa, sacarosa y lactosa (azúcar de la leche). Los microorganismos 'atacan' específicamente a cada una de los hidratos de carbono, siendo la maltosa la más afectada por las levaduras. Otros factores como el número de levaduras (contadas en el laboratorio, o la industria, a veces mediante cámaras de Neubauer).
Algunos enzimas participan en la fermentación, como puede ser la diastasa o la invertasa. Aunque la única responsable de convertir los hidratos de carbono en etanol y dióxido de carbono es la zimasa. La zimasa es la responsable final de dirigir la reacción bioquímica que convierte la glucosa en etanol. La idea de que una sustancia albuminoide específica desarrollada en la célula de la levadura llega a producir la fermentación fue ya expuesta en el año 1858 por Moritz Traube como la teoría enzimática o fermentativa y, más tarde, ha sido defendida por Felix Hoppe-Seyler hasta llegar al descubrimiento de Eduard Buchner que llegó a hacer la fermentación sin la intervención de células y hongos de levadura.

### Bioquímica de la reacción

Bioquímica de la reacción de fermentación

La glucólisis es la primera etapa de la fermentación, lo mismo que en la respiración celular, y al igual que esta necesita de enzimas para su completo funcionamiento. A pesar de la complejidad de los procesos bioquímicos una forma esquemática de la reacción química de la fermentación alcohólica puede describirse como una glicólisis (en la denominada vía Embden-Meyerhof-Parnes) de tal forma que puede verse como participa inicialmente una molécula de hexosa:
C6H12O6 + 2 Pi + 2 ADP + 2 NADH + 2H+ → 2 CH3-CH2OH + 2 CO2 + 2 ATP + 2 NAD
Se puede ver que la fermentación alcohólica es desde el punto de vista energético una reacción exotérmica, se libera una cierta cantidad de energía. La fermentación alcohólica produce gran cantidad de CO2, que es la que provoca que el cava (al igual que el Champán y algunos vinos) tengan burbujas. Este CO2 (denominado en la Edad Media como gas vinorum) pesa más que el aire, y puede llegar a crear bolsas que desplazan el oxígeno de los recipientes donde se produce la fermentación. Por ello es necesario ventilar bien los espacios dedicados a tal fin. En las bodegas de vino, por ejemplo, se suele ir con una vela encendida y colocada a la altura de la cintura, para que en el caso de que la vela se apague, se pueda salir inmediatamente de la bodega. La liberación del dióxido de carbono es a veces "tumultuosa" y da la sensación de hervir, de ahí proviene el nombre de fermentación, palabra que en castellano tiene por etimología del latín fervere.
Un cálculo realizado sobre la reacción química muestra que el etanol resultante es casi un 51% del peso, los rendimientos obtenidos en la industria alcanzan el 7%. Se puede ver igualmente que la presencia de fósforo (en forma de fosfatos),  es importante para la evolución del proceso de fermentación. La fermentación alcohólica se produce por regla general antes que la fermentación maloláctica, aunque existen procesos de fermentación específicos en los que ambas fermentaciones tienen lugar al mismo tiempo. La presencia de azúcares asimilables superiores a una concentración sobre los 0,16 g/L  produce invariablemente la formación de alcohol etílico en proceso de crecimiento de levadura (Saccharomyces cerevisiae) incluso en presencia de exceso de oxígeno (aeróbico), este es el denominado efecto Crabtree, este efecto es tenido en cuenta a la hora de estudiar y tratar de modificar la producción de etanol durante la fermentación.
Si bien el proceso completo (vía Embden-Meyerhof-Parnes) descrito simplificado anteriormente explica los productos resultantes de la fermentación etílica de una hexosa, cabe destacar que el proceso se puede detallar en una glicólisis previa gobernada por un conjunto de enzimas en la que se obtiene 2 piruvato tal y como se describe a continuación:
C6H12O6 → 2 CH3COCOO− + 2 H2O + 2H+
La reacción química se describe como la reducción de dos moléculas de Nicotinamida adenina dinucleótido (NAD+) de NADH (forma reducida del NAD+) con un balance final de dos moléculas de ADP que finalmente por la reacción general mostrada anteriormente se convierten en ATP (adenosín trifosfato). Otros compuestos trazados en menores proporciones que se encuentran presentes tras la fermentación son: el ácido succínico, el glicerol, el ácido fumárico.
En más detalle durante la fermentación etílica en el interior de las levaduras, la vía de la glucólisis es idéntica a la producida en el eritrocito (con la excepción del piruvato que se convierte finalmente en etanol). En primer lugar el piruvato se descarboxila mediante la acción de la piruvato descarboxilasa para dar como producto final acetaldehído liberando por ello dióxido de carbono (CO2) a partir de iones del hidrógeno (H+) y electrones del NADH. Tras esta operación el NADH sintetizado en la reacción bioquímica catalizada por el GADHP se vuelve a oxidar por el alcohol deshidrogenasa, regenerando NAD+ para la continuación de la glucólisis y sintetizando al mismo tiempo etanol. Se debe considerar que el etanol va aumentando de concentración durante el proceso de fermentación y debido a que es un compuesto tóxico, cuando su concentración alcanza aproximadamente un 12% de volumen las levaduras tienden a morir. Esta es una de las razones fundamentales por las que las bebidas alcohólicas (no destiladas) no alcanzan valores superiores a los 20% de concentración de etanol.

### Balance energético
La fermentación alcohólica es un proceso anaeróbico exergónico (libera energía) y moléculas de ATP necesarias para el funcionamiento metabólico de las levaduras (seres unicelulares). Debido a las condiciones de ausencia de oxígeno durante el bioproceso, la respiración celular de la cadena del ADP en ATP queda completamente bloqueada, siendo la única fuente de energía para las levaduras la glicólisis de la glucosa con la formación de moléculas de ATP mediante la fosforilación a nivel de sustrato. El balance a nivel molecular del proceso se puede decir que genera 2 moléculas de ATP por cada molécula de glucosa. Si se compara este balance con el de la respiración celular se verá que se generan 38 moléculas de ATP. A pesar de ello parece ser suficiente energía para los organismos anaeróbicos. La energía libre de Gibbs (entalpía libre) de la reacción de fermentación etílica muestra un valor de ΔG de -234.6 kJ mol-1 (en un entorno de acidez neutra pH igual a 7) este valor negativo de la energía libre de Gibbs indica que: desde el punto de vista termodinámico la fermentación etílica es un proceso químico espontáneo

### Limitaciones del Proceso
La determinación de los factores que limitan la glucólisis fermentativa del etanol son complejos debido a la interrelación existente y a la naturaleza de los parámetros intervinientes durante el proceso de fermentación. Algunos de ellos se deben tener en cuenta en la fermentación alcohólica industrial. En las limitaciones que surgen durante el proceso se pueden enumerar algunos de los más importantes como son:
- Concentración de etanol resultante - Una de las principales limitaciones del proceso, es la resistencia de las levaduras a las concentraciones de etanol (alcohol) que se llegan a producir durante la fermentación, algunos microorganismos como el saccharomyces cerevisiae pueden llegar a soportar hasta el 20% de concentración en volumen.[20] En ingeniería bioquímica estos crecimientos se definen y se modelizan con las ecuaciones de crecimiento celular dadas por las ecuaciones de Tessier, Moser y de la ecuación de Monod.[27]
- Acidez del substrato - El pH es un factor limitante en el proceso de la fermentación ya que las levaduras se encuentran afectadas claramente por el ambiente, bien sea alcalino o ácido. Por regla general el funcionamiento de las levaduras está en un rango que va aproximadamente desde 3.5 a 5.5 pH. Los procesos industriales procuran mantener los niveles óptimos de acidez durante la fermentación usualmente mediante el empleo de disoluciones tampón. Los ácidos de algunas frutas (ácido tartárico, málico) limitan a veces este proceso.
- Concentración de azúcares - La concentración excesiva de hidratos de carbono en forma de monosacáridos y disacáridos puede frenar la actividad bacteriana. De la misma forma la baja concentración puede frenar el proceso. Las concentraciones límite dependen del tipo de azúcar así como de la levadura responsable de la fermentación.[20] Las concentraciones de azúcares afectan a los procesos de ósmosis dentro de la membrana celular.
- Contacto con el aire - Una intervención de oxígeno (por mínima que sea) en el proceso lo detiene por completo (es el denominado Efecto Pasteur).[28] Esta es la razón por la que los recipientes fermentadores se cierren herméticamente.
- La temperatura - El proceso de fermentación es exotérmico, y las levaduras tienen un régimen de funcionamiento en unos rangos de temperatura óptimos, se debe entender además que las levaduras son seres mesófilos. Si se expone cualquier levadura a una temperatura cercana o superior a 55 °C por un tiempo de 5 minutos se produce su muerte. La mayoría cumple su misión a temperaturas de 20 °C.
- Ritmo de crecimiento de las cepas - Durante la fermentación las cepas crecen en número debido a las condiciones favorables que se presentan en el medio, esto hace que se incremente la concentración de levaduras.

## Tipos de fermentación alcohólica basada en la ciencia moderna

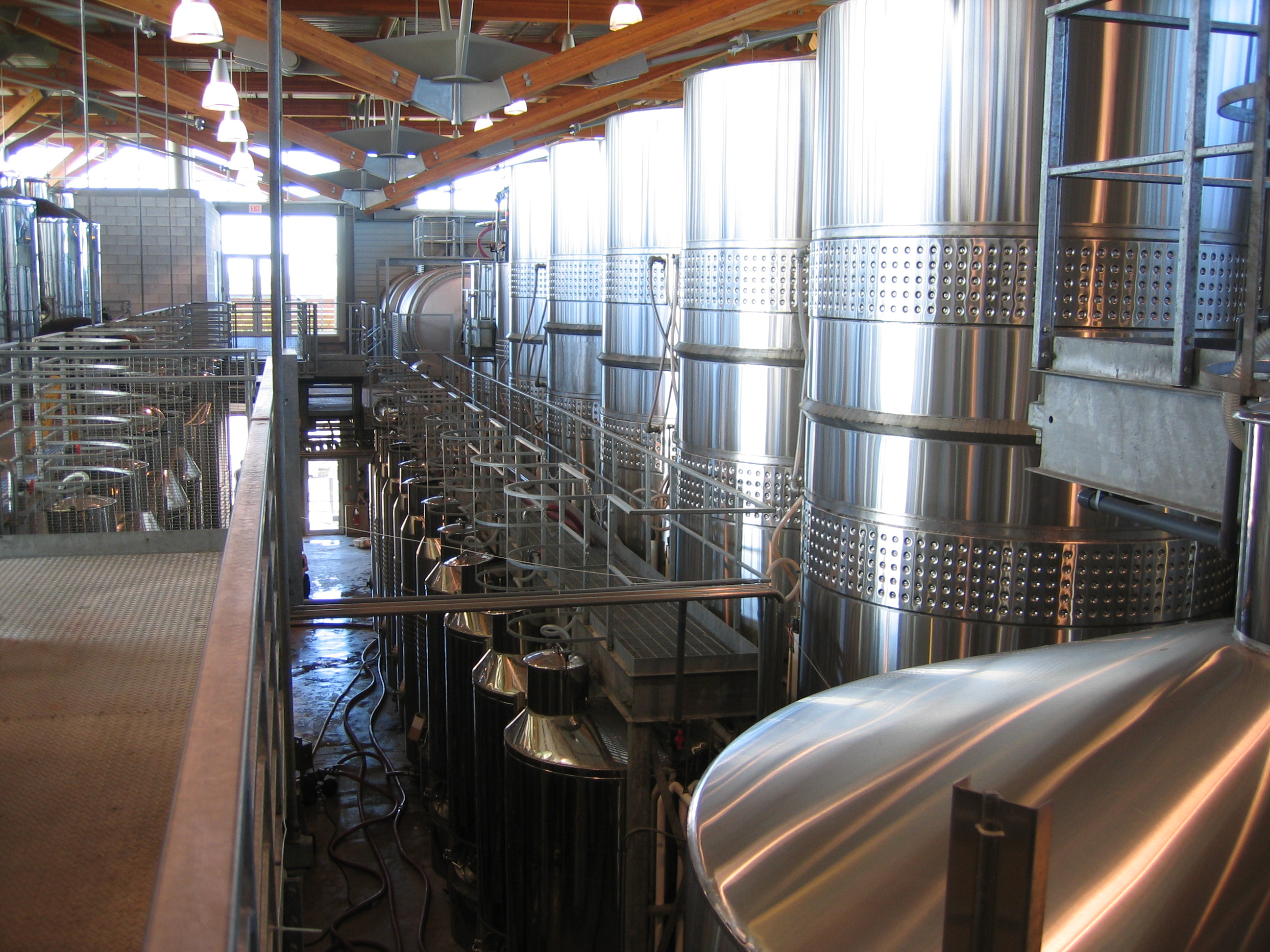
Cubas metálicas de acero inoxidable empleadas en la fermentación industrial del vino

### Fermentación industrial
La fermentación etílica ha sufrido algunas transformaciones con el objeto de aumentar la eficiencia química del proceso. Una de las mejoras más estudiadas en la industria es la posibilidad de realizar la fermentación alcohólica continua con el objeto de obtener mayores cantidades de etanol. Hoy en día el procesamiento industrial de algunas bebidas alcohólicas como puede ser el vino o la cerveza se realizan en ambientes controlados capaces de ofrecer a un ritmo apropiado de estos productos de consumo al mercado. Esta vía ofrece una amplia materia de investigación en temas de eficiencia de bioreactores, empleando para ello teoría de sistemas de control (el problema desde el punto de vista de ingeniería de sistemas es altamente no lineal y oscilatorio). Otra vía de investigación acerca de la mejora de los procesos industriales es la mejora de las cepas de levaduras (como puede ser la Zymomonas Mobilis que ofrece ventajas en los procesos continuos de fermentación), permitiendo la convivencia de una mayor densidad de las mismas durante la producción. Los métodos de fermentación continua se empezaron a patentar en la década de los 50s y desde entonces han hecho que la industria de las bebidas alcohólicas haya experimentado un crecimiento apreciable. Una de las características de la fermentación etílica industrial es la selección adecuada de las levaduras a inocular en el proceso de fermentación con el objeto de aumentar el rendimiento de la producción.
La fermentación industrial típica es esencialmente un proceso que se produce en un recipiente llamado fermentador o en general, biorreactor, mediante el cual determinados sustratos que componen el medio de cultivo (levaduras) son transformadas mediante la reacción microbiana en metabolitos y biomasa. Estos contenedores son herméticos y permiten retirar mediante canalizaciones apropiadas el dióxido de carbono resultante. Durante el proceso los microorganismos van aumentando de concentración en el transcurso de la reacción al mismo tiempo que el medio va modificando sus propiedades químicas y se forman productos nuevos como consecuencia de las reacciones anabólicas.

### Fermentaciones naturales
La fermentación alcohólica con la emisión de ciertas cantidades de etanol se produce de forma espontánea en la naturaleza siempre que se encuentre un azúcar y una atmósfera pobre de oxígeno, es por esta razón que ocurre espontáneamente en el interior de algunas frutas que se puede decir sufren un proceso de maduración anaeróbica, tal y como puede ser el melón curado que muestra olor a alcohol, o los mismos cocos. Un aspecto de la fermentación alcohólica natural o espontánea se puede dar en ciertas frutas como el de la vid, en una fase inicial en la que las uvas se incluyen en las cubas madre de acero inoxidable y se produce la denominada fermentación tumultuosa encargada de hacer aparecer las primeras trazas de etanol.
Una de las fermentaciones naturales más habituales en las frutas y que se emplea en los procesos de vinificación de algunos vinos es la denominada Maceración carbónica. Este tipo de fermentación causa a veces intoxicaciones etílicas a los insectos que se alimentan de las frutas maduras (véase: abejas y elementos tóxicos).

## Fermentaciones específicas
Las fermentaciones específicas son manipuladas por el hombre con el objeto de obtener el etanol en ciertas bebidas. Para ello se emplean principalmente los azúcares de las frutas, los cereales y de la leche. La producción de estas bebidas es en la mayoría de los casos local debido a la disponibilidad de los substratos, por ejemplo en los países mediterráneos la uva es frecuente y por lo tanto la fermentación del vino también, el mismo patrón puede hacerse con otros materiales como el arroz en Asia o el maíz en Latinoamérica. De esta forma la tradición de los procesos de fermentado se han asociado a las diversas etnias o grupos sociales.

### Fermentación del vino

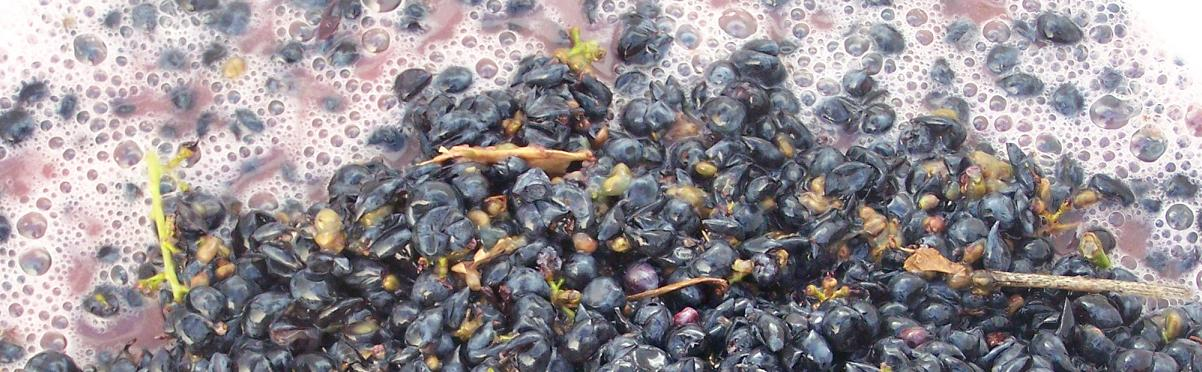
en la imagen se muestra unas uvas del tipo Cabernet Sauvignon empezando a interaccionar con los hollejos (piel de la uva) durante el proceso de fermentación.

La fermentación del vino es de las más conocidas y estudiadas por afectar a una industria muy extendida y con gran solera (véase: Historia del vino). En el caso del vino las levaduras responsables de la vinificación son unos hongos microscópicos que se encuentran de forma natural en los hollejos de las uvas (generalmente en una capa en forma de polvo blanco fino que recubre la piel de las uvas (vitis vinifera l.) y que se denomina "pruina"). Los vinos deben tener una cantidad de alcohol debido a la fermentación de al menos un 9% en volumen. Con la excepción de los vinos verdes como puede ser el chacolí que pueden tener una graduación inferior. La fermentación alcohólica del vino es muy antigua y ya en la Biblia se hacen numerosas referencias al proceso. Las especies de levaduras empleadas en la elaboración del vino suelen ser por regla general las Saccharomyces cerevisiae aunque a veces también se emplean la S. bayanus y la S. oviformis, aunque en muchas variedades de vides la Kloeckera apiculata y la Metschnikowia pulcherrima son levaduras endógenas capaces de participar en las primeras fases de la fermentación. Para frenar la aparición de bacterias indeseables y otros organismos limitantes de la fermentación se suele esterilizar el mosto a veces con dióxido de azufre (SO2) antes del proceso.
La elaboración del vino pasa por una fermentación alcohólica de la fruta de la vid en unos recipientes (hoy en día elaborados en acero inoxidable) en lo que se denomina fermentación tumultuosa debido a gran ebullición que produce durante un periodo de 10 días aproximadamente (llegando hasta aproximadamente unas dos semanas). Tras esta fermentación  'principal' en la industria del vino se suele hacer referencia a una fermentación secundaria que se produce en otros contenedores empleados en el trasiego del vino joven (tal y como puede ser en las botellas de vino). Los vinos blancos fermentan a temperaturas relativamente bajas de 10°-15 °C y los vinos tintos a temperaturas mayores de 20°-30 °C. A veces se interrumpe voluntariamente la fermentación etílica en el vino por diversas causas, una de las más habituales es que haya alcanzado la densidad alcohólica establecida por la ley. En otros casos por el contrario se activa de forma voluntaria el proceso de fermentado mediante la adición de materiales azucarados, este fenómeno recibe el nombre de chaptalización y está muy regulado en los países productores de vino.

### Fermentación de la cerveza

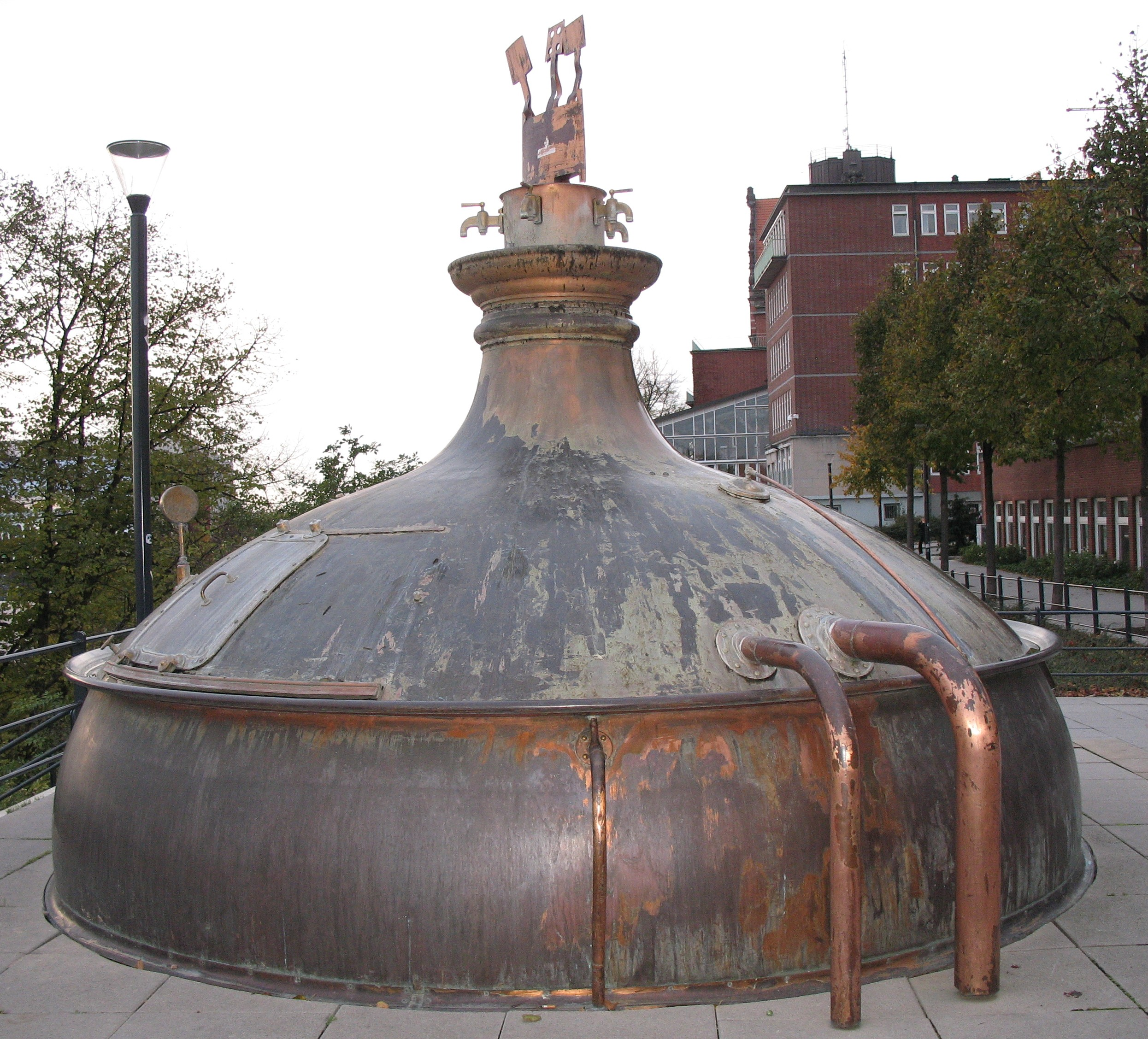
Cocción del mosto antigua en Holsten-Brauerei Hamburgo.

La cerveza es una bebida alcohólica producida por la fermentación alcohólica mezcla de algunos cereales (en forma de malta) mezclados con agua. Los cereales empleados son por regla general: cebada, centeno, trigo, etc. El contenido de la cerveza ya se reglamentó en Europa en la famosa ley alemana de la Reinheitsgebot que data del año 1516. Las levaduras empleadas en el proceso de fermentación de la cerveza se dedican a trabajar contra la maltosa y por regla general suelen depender de las características del producto cervecero final que se desee obtener, por ejemplo se suele emplear la Saccharomyces cerevisiae para elaborar cervezas de tipo ale y la saccharomyces carlsbergensis que sirve para la elaboración de la cerveza tipo lager (Generalmente de color rubio) y la Stout (Cerveza oscura de alto contenido alcohólico generalmente más dulce, un ejemplo: Guinness). El proceso de fermentación en la cerveza en las cubas de fermentación ronda entre los 5 y 9 días.
La industria cervecera ha seleccionado durante siglos las cepas de levaduras para que se adaptaran al proceso de elaboración de cerveza, logrando una gran variedad de las mismas. Durante el proceso se le añade lúpulo (Humulus lupulus) con el objeto de saborizar, aromatizar y controlar las reacciones enzimáticas durante el proceso de elaboración de la cerveza. El proceso de fermentación de la cerveza se produce en un medio ácido que suele oscilar entre los pH 3,5 y 5,6. Por regla general la fermentación de la cerveza se regula mediante la regulación de la temperatura de la fermentación del mosto de malta.
Existen en la elaboración de la cerveza dos tipos fundamentales de fermentación etílica, dependiendo del lugar físico donde se realiza la fermentación en la cuba madre, la razón de esta fermentación se debe a la estructura química de la capa celular de la levadura y a la propiedad floculante de las levaduras de la cerveza:
- Baja fermentación - Estas cervezas son fermentadas con levaduras específicas (Saccharomyces uvarum bzw.y la Saccharomyces carlsbergensis) que se hunden en la parte inferior de la cuba (de ahí su nombre de fermentación baja). Las fermentaciones de este tipo se producen a temperaturas relativamente bajas 4–9 °C. Las cervezas de este tipo corresponden a las del tipo Pilsen, Bockbier, la Doppelbock (doble Bock), la Export, Lager, Zwickel, Zoigl
- Alta fermentación - Son cervezas elaboradas con levaduras del tipo saccharomyces cerevisiae, las fermentaciones de este tipo se producen a temperaturas relativamente altas 15–20 °C. Estas levaduras tienden a flotar y por eso se denominan "fermentación alta". Algunas cervezas típicas de esta categoría son las alemanas: Kölsch, la Weißbier, la Weizenbier o cerveza de trigo típica de Baviera, la Gose, la Berliner Weiße, las cervezas de tipo Ale, etc.

### Fermentación del arroz

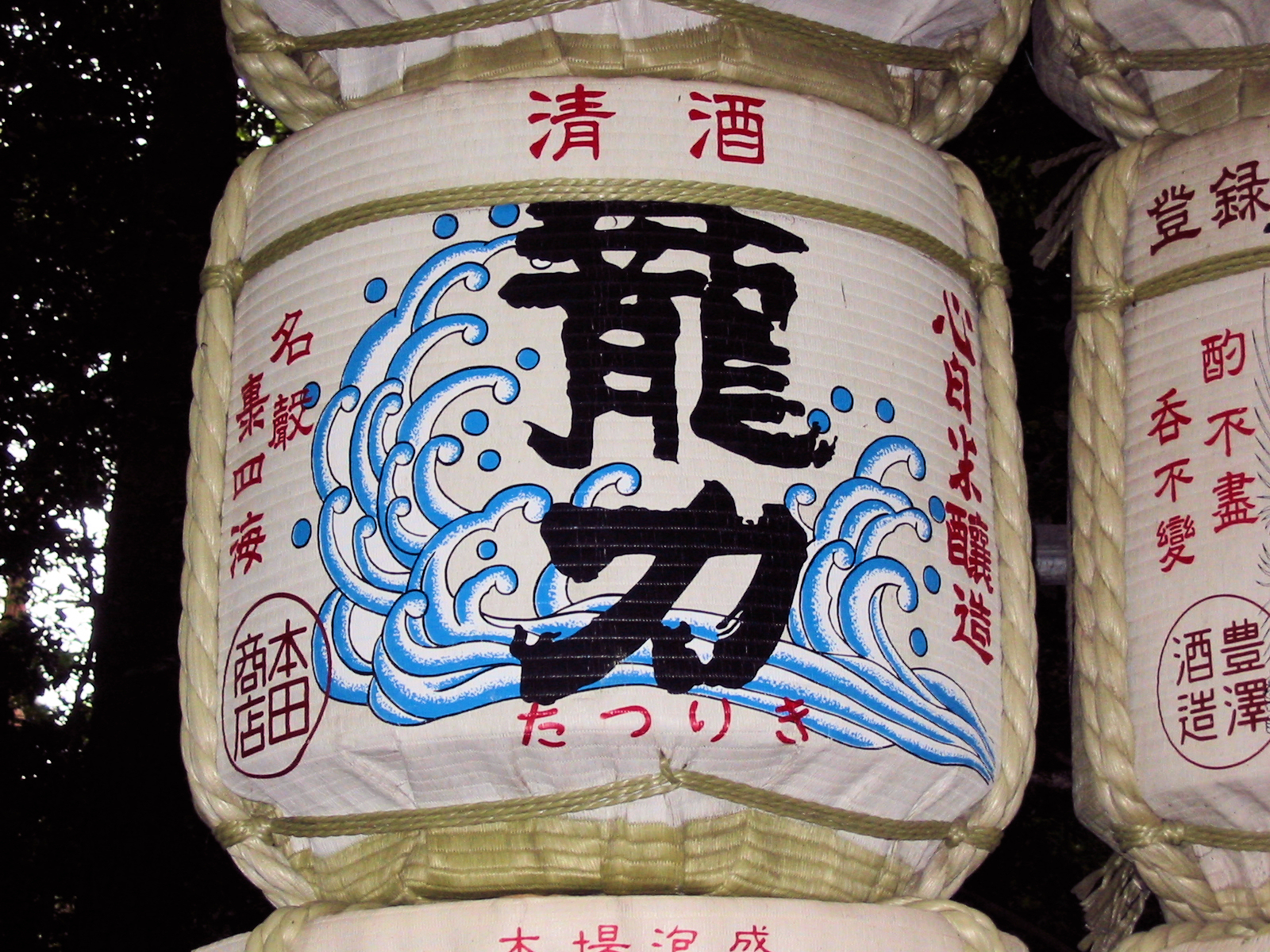
Jarrones japoneses de sake.

En los países asiáticos la abundancia natural del arroz debido a las características climáticas permite que se pueda emplear en la elaboración de fermentaciones alcohólicas en forma de bebida como es el sake (conocida en Japón como nihonshu (日本酒?  "alcohol japonés")), así como el vino de arroz. Los principales microorganismos empleados en la elaboración de estas bebidas alcohólicas a base de arroz son el Aspergillus oryzae, el Lactobacillus sakei, el Leuconostoc mesenteroides var. sake y la Saccharomyces sake. La fermentación se toma un periodo que va desde los 30 a los 40 días. El sake tiene tres fases de elaboración: la koji, la motto y la moromi que se realiza en la denominada fermentación de estado sólido.
En el sake, aparte de una concentración de entre 15 y 20% de etanol producto de la fermentación, los principales componentes responsables de su sabor característico son: ácido succínico (500 a 700 mg/L), ácido málico (200 a 400 mg/L), ácido cítrico (100 a 500 mg/L), ácido acético (50 a 200 mg/L), isoamil alcohol (70 a 250 mg/L), n-propanol (120 mg/L), 2-fenil etanol (75 mg/L), isobutanol (65 mg/L), etilacetato (50 a 120 mg/L), etilcaproato (10 mg/L) e isoamil acetato (10 mg/L). Estos metabolitos también pueden encontrarse en cervezas y la mayoría de vinos ya que provienen de la fermentación alcohólica. También hay que añadir a estos componentes el eti-lleucinato, que es el que contribuye en mayor medida al aroma del saké. No obstante, la concentración de todos estos compuestos en el Saké es significantemente mayor. No hay que olvidar la presencia de ácido láctico (0,3 a 0,5 mg/L) que es casi enteramente fruto de la actividad de las bacterias fermentadoras acidolácticas presentes durante la etapa del moto (etapa inicial en la cuba de fermentación). También se detecta, aunque en concentraciones menores, una variedad de aminoácidos. La presencia de estos tiende a ser la mínima posible, ya que le dan al Saké un sabor desagradable.
Se han llevado a cabo gran cantidad de mejoras genéticas de las cepas de Saccharomyces sake con tal de incrementar la presencia de algunos de estos metabolitos (como es el caso del fenil etanol, el isoamil alcohol o el etilcaproato), al igual que reducir la de otros (aminoácidos, etilcarbamato, urea). También se han dado el caso de cepas diseñadas para mejorar la productividad, ya sea disminuyendo la formación de espuma, el incremento de tolerancia al etanol o la no proliferación de cepas productoras de toxinas. Los productos fermentados de arroz no son exclusivos de Japón, se puede encontrar en diversas culturas del mundo como puede ser: el binburán (Filipinas), el pachwai (en la India se denomina como 'cerveza de arroz'), el arrack (el denominado عرق, ‛araq es muy popular en Oriente Medio frecuentemente destilado), el rakshi (bebida elaborada con arroz y mijo en el Nepal), etc. siendo algunas de estas bebidas destiladas.

### Fermentación alcohólica de la leche

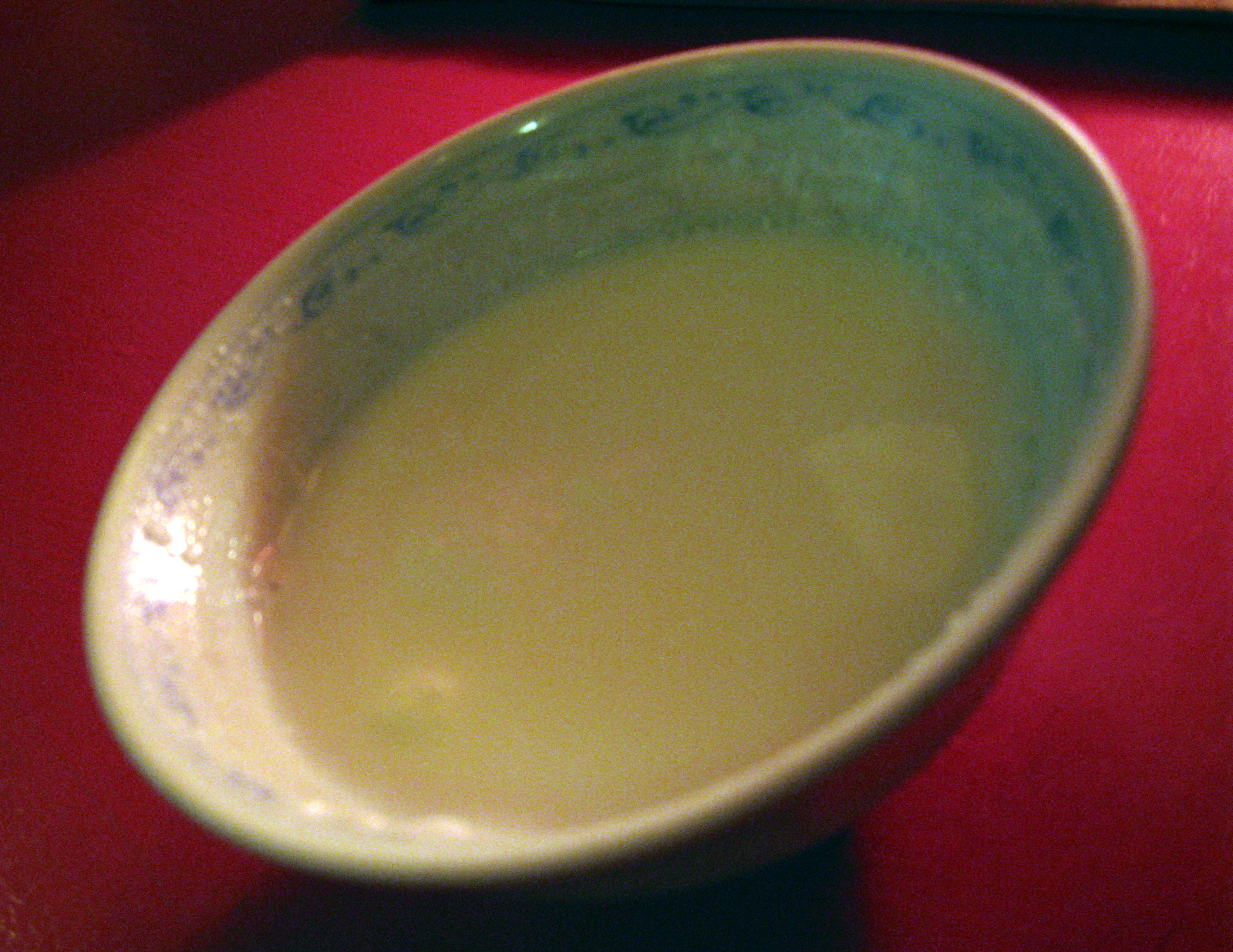
Un cuenco con Kumis.

La leche por regla general sufre una fermentación láctica (la mayoría de los productos lácteos) que produce algunas bebidas alcohólicas. El proceso es alimentado por la lactosa (azúcar natural de la leche) y por la enzima lactasa que segregan algunas levaduras específicas (véase cultivos lácticos). La fermentación láctica y etílica es muy sensible a la temperatura y suele denominarse fermentación heteroláctica. Entre las bebidas lácteas que han sufrido una fermentación etílica se encuentra una bebida denominada koumiss (muy popular en países de Asia Central como en Kazajistán) que se elabora mediante la adición de sacarosa (azúcar de caña) a la leche pasteurizada y suele proporcionar bebidas de bajo contenido alcohólico, oscila entre un 1% y un 3%, el microorganismo responsable de este proceso es Lactobacillus bulgaricus. Se denomina a veces como: "vino de leche" y posee un aspecto grisáceo. En estas bebidas lácteas la fermentación láctica se produce al mismo tiempo que la alcohólica, cooperando ambas en un complejo proceso interrelacionado. Otra de las bebidas es el kéfir, muy popular en los países del Cáucaso y Asia Central, que contiene una cierta cantidad de etanol, que puede oscilar entre un 0,040% y un 0,300%, su bajo contenido se debe a los relativamente altos niveles de pH que paran el proceso fermentativo alcohólico.

### Otras fermentaciones alcohólicas

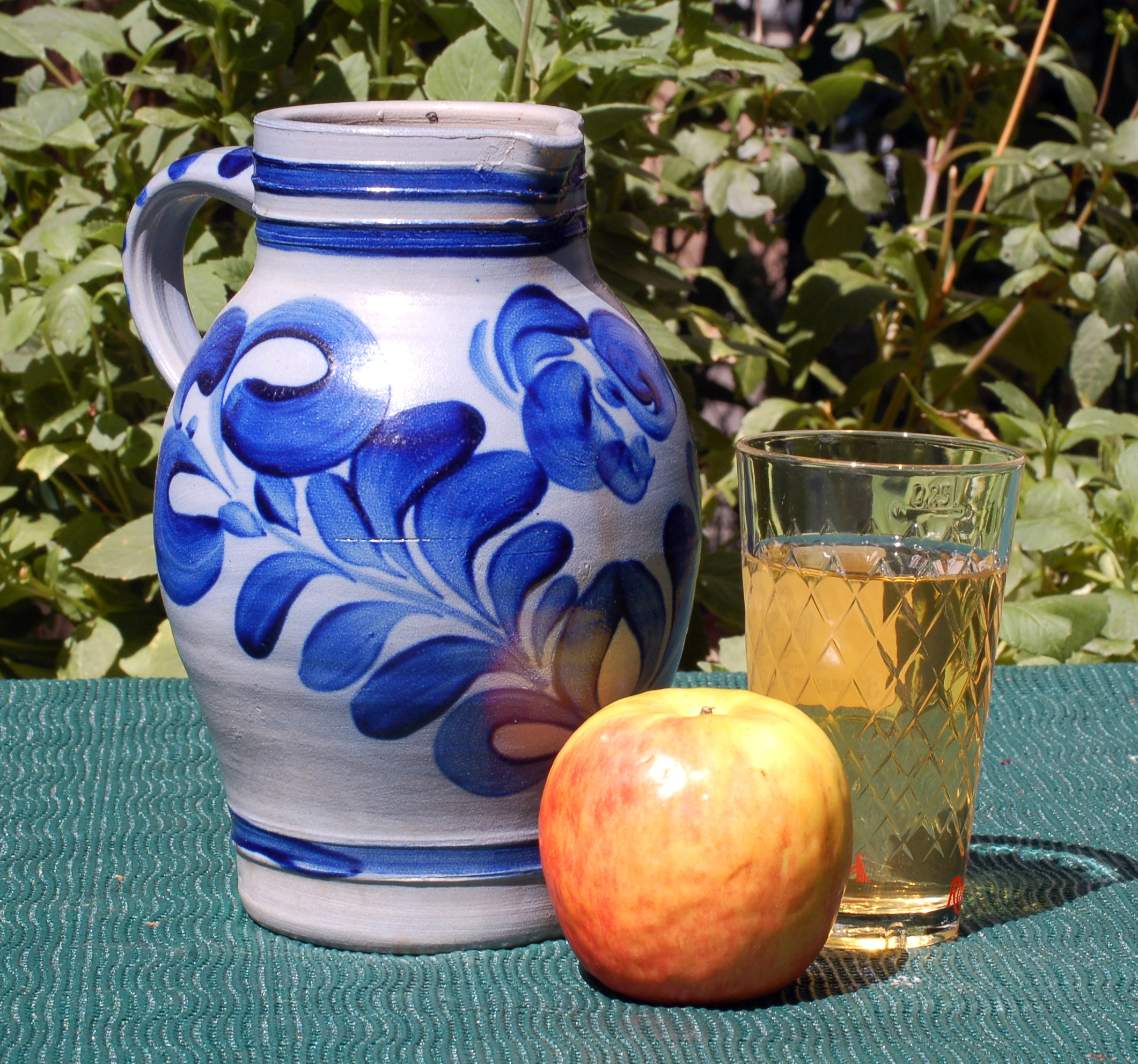
Jarra con Apfelwein (Apfel= manzana, Wein= vino, Apfelwein= vino de manzana o sidra).

Algunos alimentos fermentados poseen ciertas cantidades de etanol debido a pequeñas reacciones de fermentación etílica que se realizan durante la fermentación del alimento, las diferentes culturas del mundo emplean de una forma u otra esta fermentación como identificación cultural, debido quizás a que se suele emplear alguna fruta o verdura propia de la región. Uno de los ejemplos es el nattō de la culinaria japonesa. Una de las bebidas más populares en los pueblos de Europa del Norte es la hidromiel elaborada con agua y miel fermentadas cuya solera se remonta a la época de los vikingos, de la misma forma se elabora el tej etíope.
Las fermentaciones realizadas con azúcar de caña en los vinos azucarados como puede ser el basi filipino, el japonés shoto sake. Los vinos de palma elaborados con la hoja de la palmera, algunos como puede ser el ogogoro de Nigeria, el tuba de Filipinas, el kalu de la India. El pulque de México elaborado con la fermentación alcohólica del zumo de la agave tequilana (en la que participa la bacteria Zymomonas mobilis), algunas bebidas similares son el colonche (o el nochoctli) elaborados de la fermentación de cactus. En México son conocidas también el tesgüino elaborado con la fermentación del maíz, el tibicos, la tuba. Una bebida que se hace a partir de la panela es una variante del guarapo que es una bebida alcohólica producto de la fermentación alcohólica del agua de panela, muy popular en Colombia. El kenyan urwaga que es una bebida efervescente elaborado de bananas típico en Ruanda, similar es el mwenge de Uganda elaborado similarmente con sorgo y bananas. Las fermentaciones de maíz que elaboran la Chicha, a veces denominada tepache, en Colombia. De la misma forma ocurre con la fermentación de la manzana en la sidra (muy popular en países como España, Francia, Gran Bretaña) y en el apfelwein(Alemán), bebida muy popular en Alemania y los países del norte y centro de Europa, así como en algunas zonas del Cantábrico.

## Fermentación alcohólica casera

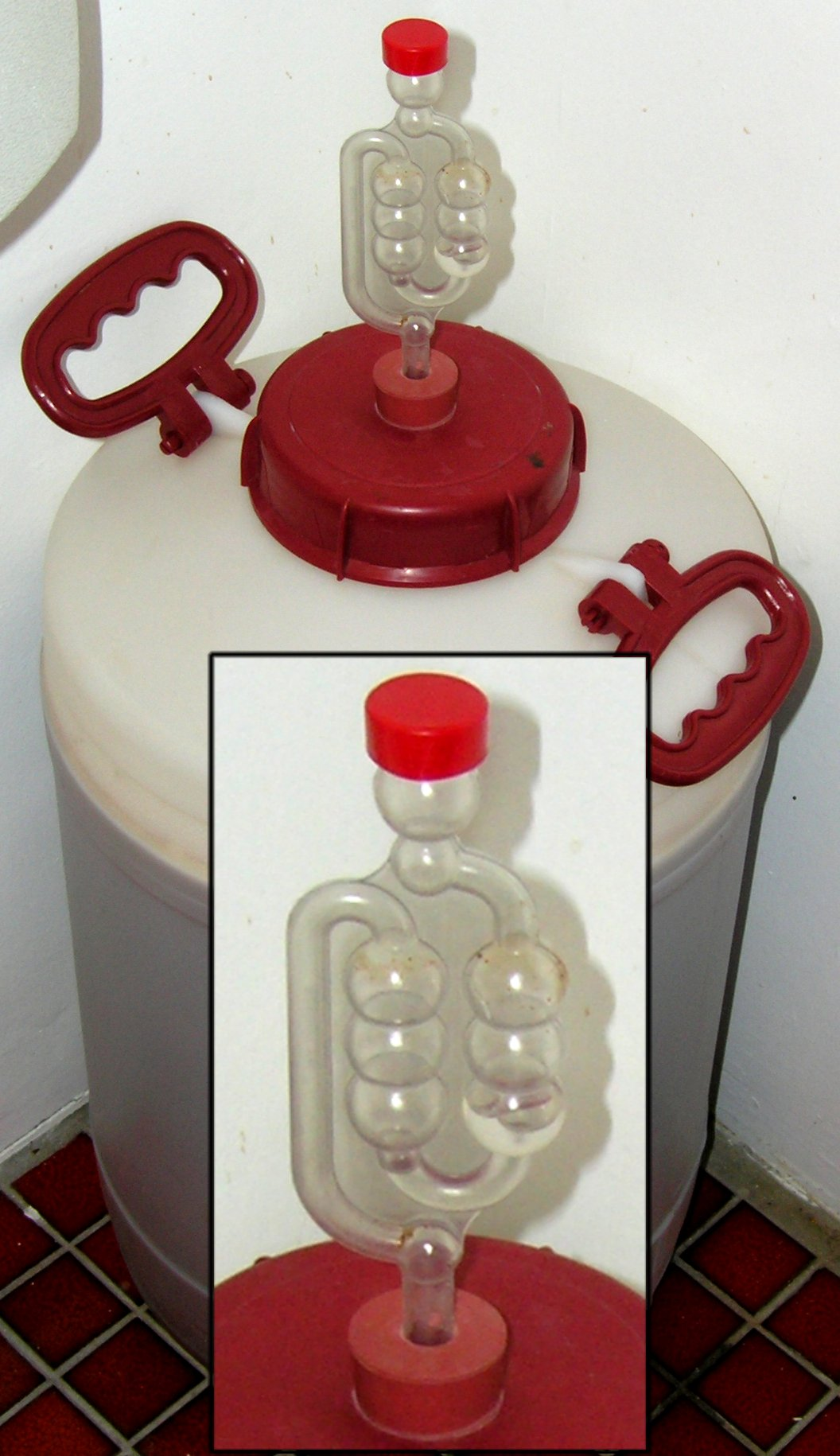
Uso de un cierre hidráulico para la fermentación casera

Una de las actividades lucrativas de algunas personas es la fermentación etílica casera, se trata de un proceso químico de baja eficiencia y del que se obtiene etanol en cantidades relativamente altas. El equipo básico para realizar la fermentación de forma casera puede consistir en las siguientes piezas:
- Fermentador o cuba madre - Suele ser un recipiente de gran volumen de 30 L (es preferible que tenga escala graduada en sus paredes). Este recipiente (generalmente de polietileno) se puede llenar de agua con sacarosa o cualquier zumo de fruta (pudiendo poner incluso fruta madura en su interior). El recipiente debe ser amplio en su boca superior para que el dióxido de carbono pueda liberarse y facilitar su limpieza posterior. Se denomina a veces a este recipiente simplemente como fermentador, y es el espacio en el que se realiza la fermentación. Debe ser de un tamaño tal que permita ser removido de vez en cuando.recipiente, o fermentador, debe tener un calibre de boca suficiente para que pueda enroscarse un tapón de fermentación con un agujero sobre el que se pueda introducir un airlock. Este tapón debe garantizar la estanqueidad del proceso, permitiendo tan solo acceso a través del airlock.
- Cubierta de goma para el tapón - Se debe hacer notar que el tapón debe ser cubierto con una funda de goma para que garantice la estanqueidad del fermentador durante el proceso. Este accesorio no es realmente necesario y su función es la de garantizar la estanqueidad que debe proporcionar el tapón.
- Airlock' - La misión de este dispositivo es la de permitir la salida del dióxido de carbono generado mientras que al mismo tiempo se evita la entrada de aire en el fermentador y evitar así la contaminación del proceso (que oxidaría el alcohol etílico en ácido acético). El bloqueo de este aparato se hace mediante el empleo de agua introducida en unas ampolletas comunicadas, estas ampolletas permiten la salida del CO2 pero no la entrada del aire (O2). Este dispositivo puede encontrarse elaborado en vidrio o en plástico.

Se suele comercializar para poder hacer la mezcla inicial diferentes productos con levaduras deshidratadas en su interior, la elección del producto dependerá fundamentalmente del tipo de azúcar empleado. Las levaduras deshidratadas deben pasar un periodo de hidratación de unas horas antes de ser añadido al substrato. Se debe considerar que la fermentación debe empezar aproximadamente a las 10 horas de componer el sistema y suele durar entre dos y cuatro días. A veces se incluyen además esencias diversas que se añaden en la elaboración final de estas bebidas caseras con el objeto de aromatizar o proporcionar diferentes sabores. En el kit de desarrollo debe incluirse un termómetro y un densímetro.
Este proceso es normalmente asociado el proceso de destilación casera para aumentar la pureza del alcohol resultante, permitiendo de esta manera producir aguardientes y otras bebidas de alto contenido alcohólico.

## Usos de la fermentación
El empleo principal de los procesos de fermentación por parte del ser humano ha ido dirigido, desde muy antiguo, a la producción de etanol destinado a la elaboración de bebidas alcohólicas diversas. Esta situación cambió en el siglo XX ya que desde la crisis del petróleo de los '70 los estudios e investigaciones acerca de posibles combustibles alternativos ha sido de gran interés para los gobiernos de todo mundo. Dentro de los estudios de biotecnología se ha intentado emplear el etanol resultante de la fermentación alcohólica de los desechos agrícolas (biomasa)) en la obtención de biocombustibles (bioetanol) empleados en los motores de vehículos. Se ha intentado centrar los estudios en los reactores de fermentación continua con la esperanza de poder obtener no solamente grandes cantidades de etanol, sino que se aumente la eficiencia de los mismos. La investigación acerca de los substratos más adecuados, así como el empleo de levaduras de alto rendimiento es objeto de 
constante estudio. El etanol fue una de las fuentes energéticas de combustible que más demanda mundial genera a comienzos del siglo XXI (con la excepción del petróleo), en el año 2004 los Estados Unidos produjeron más de 12.5 × 109 litros de etanol lo que supone un 17% de incremento sobre el año 2003. No obstante la generación de CO2 durante el proceso pone en alarma acerca de su uso, debido a las consecuencias que puede traer para el cambio climático.
Los usos del etanol en la industria son amplios y van desde la elaboración de productos cosméticos, productos de limpieza, etc. Se ha investigado la posibilidad de emplear la fermentación etílica en el tratamiento de los vertederos de basura logrando de esta forma biocombustible, los estudios no han arrojado aplicaciones concluyentes. No obstante el empleo de la fermentación alcohólica tiene un éxito potencial en el tratamiento de los residuos de la industria alimenticia. Un proceso industrial muy investigado a comienzos del siglo XXI es la fermentación en estado sólido empleada en la biomedicación y en la biodegradación de productos de desecho, la transformación biológica de residuos agroindustriales, en la producción de compuestos bioactivos, de enzimas, de ácidos orgánicos, biopesticidas, biocombustibles y compuestos aromáticos, entre otros.

## Efectos de la fermentación etílica
Los efectos de la fermentación etílica se derivan de los productos resultantes del proceso que son liberados de una forma u otra al medio ambiente: el etanol y el dióxido de carbono. Los efectos de la fermentación dependerán de como se trate cada uno de estos subproductos. Uno de los efectos más sorprendentes se encuentra en la contaminación etílica existente en algunos insectos que se alimentan de frutas y del néctar de las flores, un ejemplo claro son las abejas (véase abejas y elementos tóxicos). De la misma forma puede intoxicar a los pájaros que se alimentan de algunas bayas maduras ya parcialmente fermentadas. La fermentación alcohólica en pequeña escala se produce de la misma forma en las raíces de algunas plantas que son regadas de manera muy frecuente, la falta de aireación del terreno hace que las condiciones anaeróbicas que necesitan las levaduras actúen pudiendo envenenar el suelo mediante un aumento de la concentración de etanol lo que se traduce en una disminución de la capacidad de producción de las mismas.
Otro aspecto importante es el efecto que produce en el cuerpo humano el consumo reiterado en los humanos de bebidas alcohólicas procedentes de la fermentación etílica (véase efectos del alcohol en el cuerpo) ya que el etanol es una potente droga psicoactiva con un nivel de efectos secundarios además de la adicción que genera su consumo habitual. Los lugares donde se realiza la fermentación de algunas bebidas alcohólicas (generalmente sótanos) suelen ser peligrosos ya que el dióxido de carbono 'desplaza' al oxígeno pudiendo causar asfixia a las personas que se encuentren en estos lugares.